# آلبرت ادلفلت
آلبرت اِدِلْفِلْت (انگلیسی: Albert Edelfelt; ۲۱ ژوئیهٔ ۱۸۵۴ – ۱۸ اوت ۱۹۰۵) نقاش، و تصویرگر اهل دوک‌نشین بزرگ فنلاند بود.
وی همچنین برندهٔ جوایزی همچون لژیون دونور (شوالیه) شده‌است.

## نگارخانه

پارک لوکزامبورگ در منطقهٔ ۶ پاریس ۱۸۸۷ م. موزهٔ آتنیوم
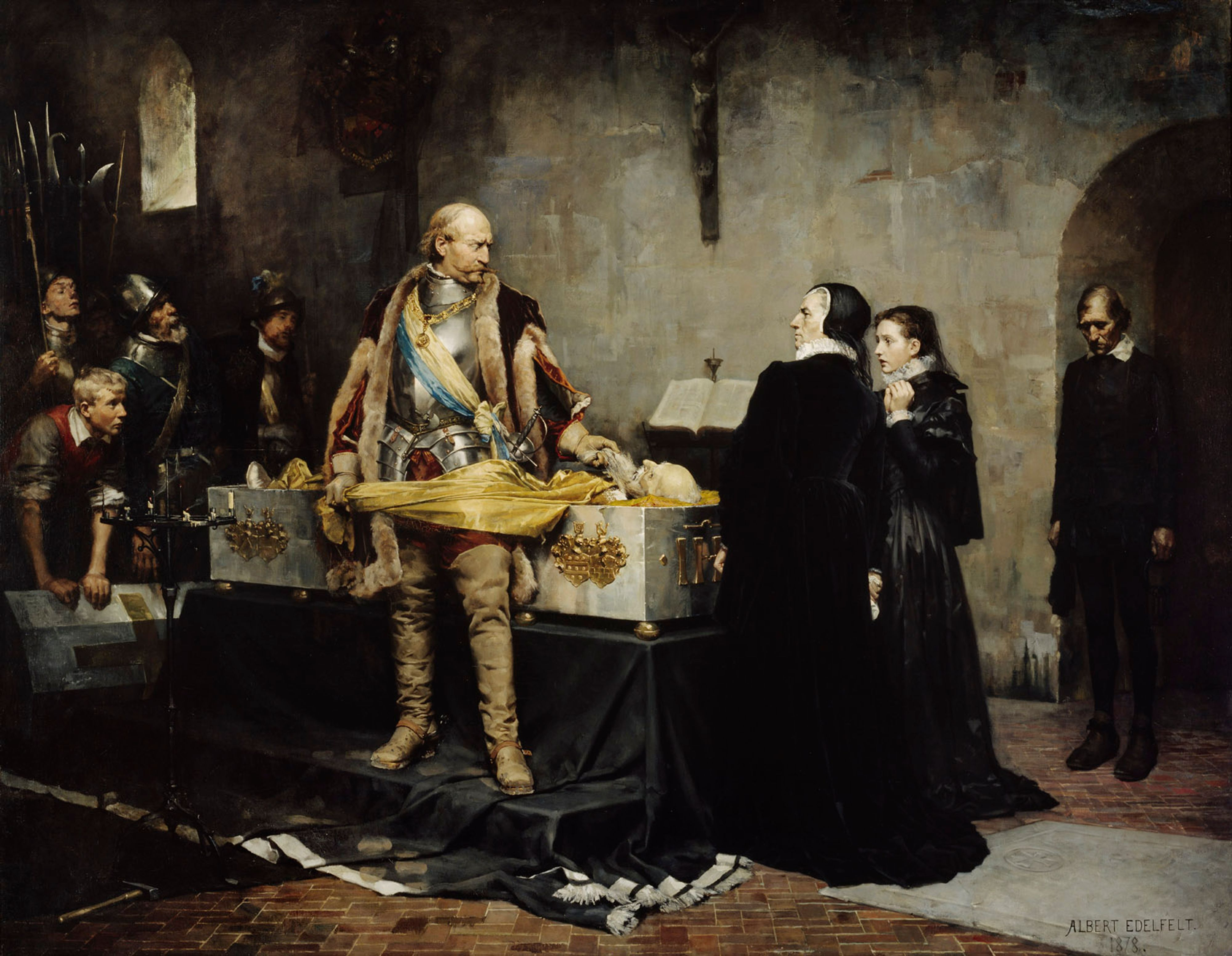
دوک چارلز نهم سوئد در حال توهین به جسد دشمن خود، کلاوس فلمینگ (۱۸۷۸)
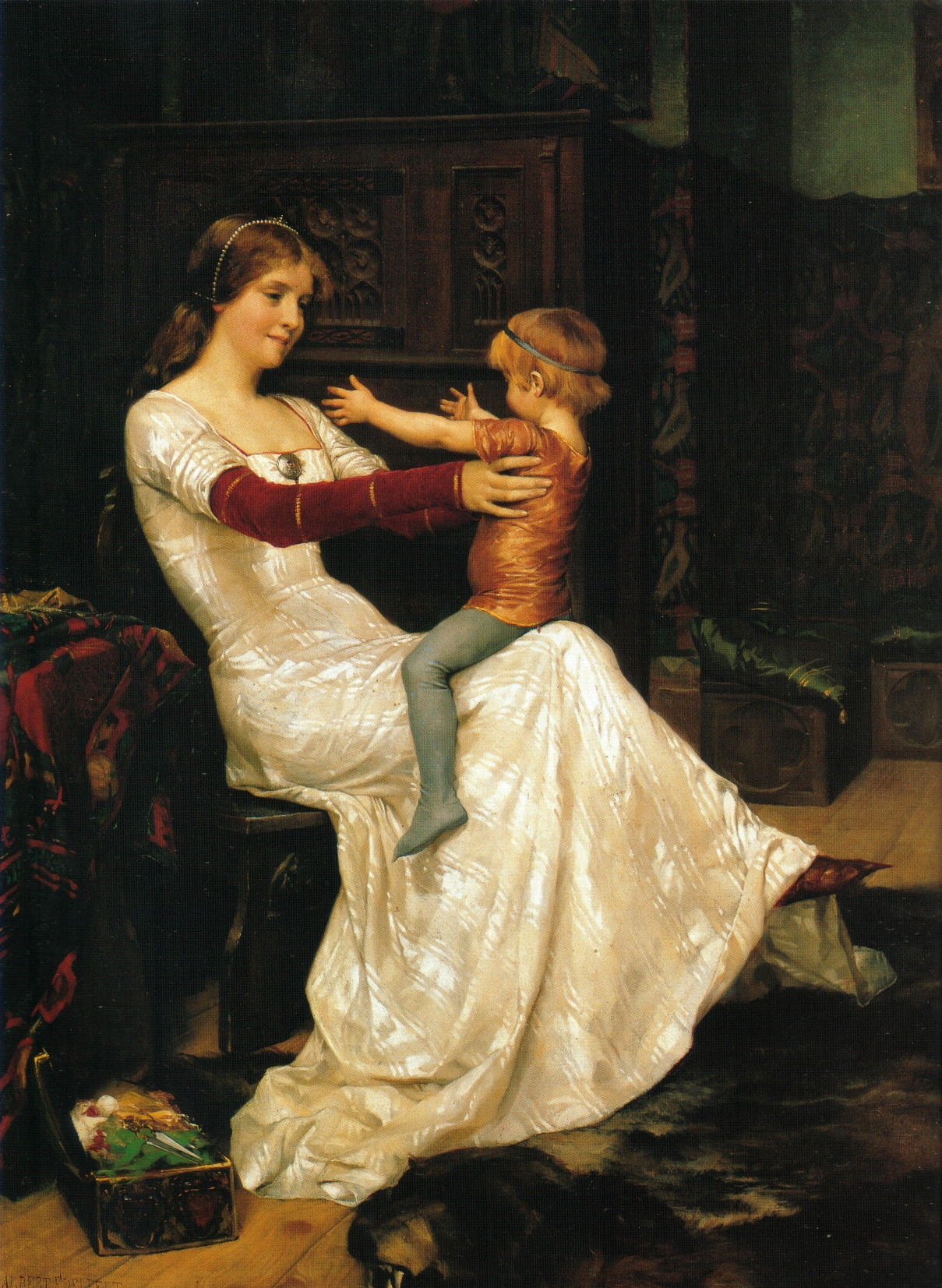
"بلانش دو نامور، ملکه سوئد و شاهزاده هاکین" (۱۸۷۷)
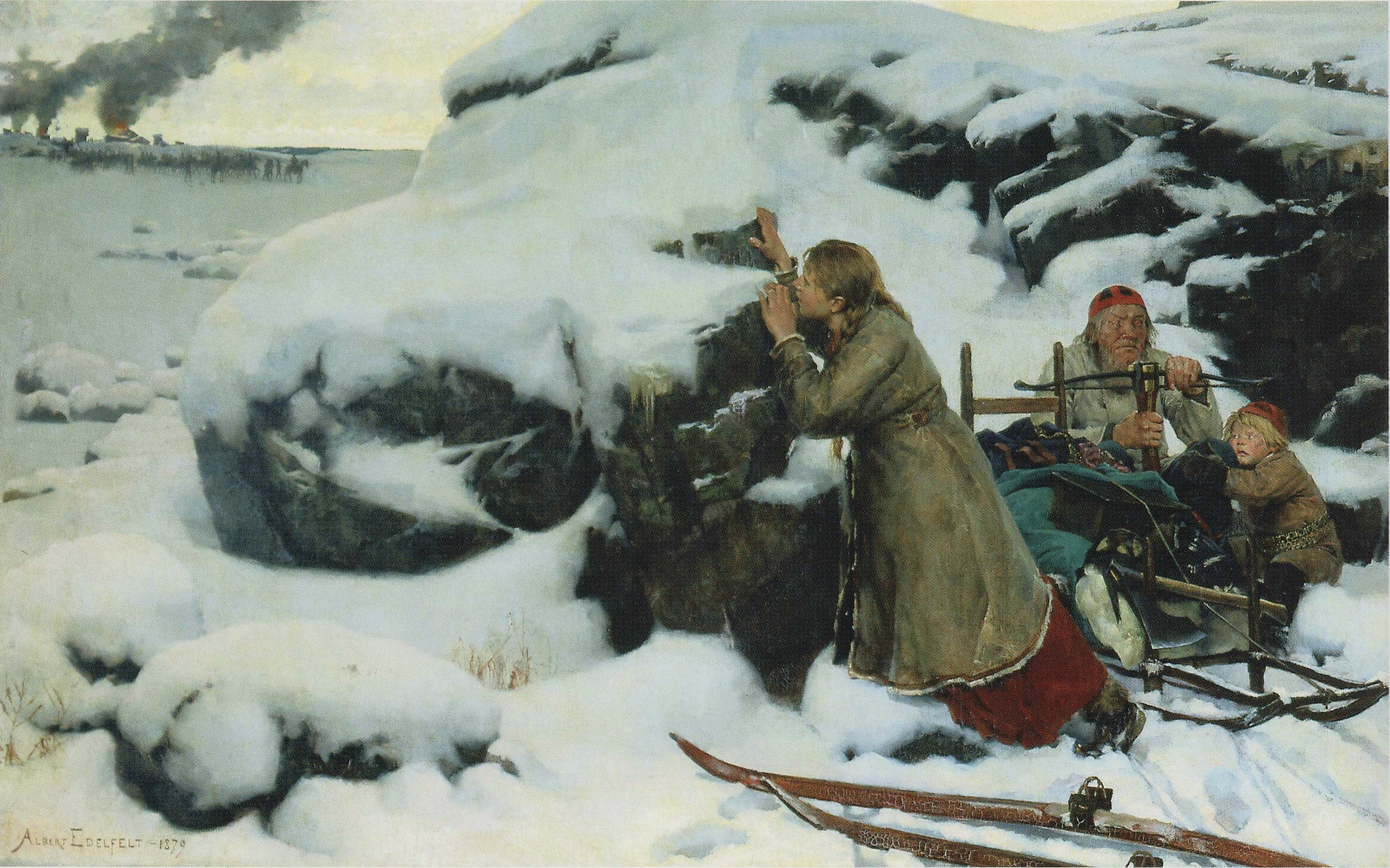
دهکده سوخته - صحنه ای از شورش دهقانان فنلاند در سال ۱۵۹۶ (۱۸۷۹)